# Даніло Перейра да Сілва
Даніло Перейра да Сілва (порт. Danilo Pereira da Silva, нар. 7 квітня 1999, Сан-Паулу) — бразильський футболіст, нападник шотландського «Рейнджерса».

## Клубна кар'єра

### «Аякс»
Даніло Перейра займався футболом на батьківщині у молодіжних складах «Португези Деспортос», «Корінтіанса», «Понте-Прети», «Васко да Гами» та «Сантоса». У вересні 2017 року він перейшов в нідерландський «Аякс» за два мільйони євро. 25 березня 2018 року дебютував за «Йонг Аякс» у матчі другого дивізіону проти «Йонг АЗ» (0:1). Бразилець вийшов у стартовому складі і на 72 хвилині був замінений на Вінса Джино Деккера. 10 вересня 2018 року у виїзному матчі проти «Йонг АЗ» Даніло забив свій перший гол у чемпіонаті за резервну команду «Аяксу».
У сезоні 2019/20 знову грав за «Йонг Аякс». 23 лютого 2020 року дебютував в основній команді, вийшовши на заміну під час виїзної гри проти «Гераклеса» (0:1). 27 лютого він вперше вийшов у стартовому складі основної команди і в цій же грі забив перший гол на дорослому рівні у матчі 1/16 фіналу Ліги Європи проти іспанського «Хетафе» (2:1).
У липні 2020 року «Аякс» оголосив про підписання контракту з іншим бразильцем, Антоні. Щоб привітати співвітчизника, Даніло випустив пісню «Bemvindo Antony» разом зі співачкою Сарітою Лореною та іншим бразильським гравцем команди Давідом Нересом.

### Оренда в «Твенте»
У сезоні 2020/21 для отримання ігрової пактики бразилець грав на правах оренди за «Твенте». За цей клуб він забив дев'ять голів у перших дев'яти матчах. Всього під час перебування в «Твенте» Даніло забив 19 голів у 33 іграх. Завдяки цьому Даніло став, після Ромаріо, Роналду та Афонсу Алвеса, четвертим бразильцем, який забив більше 16 голів у сезоні Ередивізі.

### Повернення до «Аяксу»
На старті сезону 2021/22 Даніло повернувся в «Аякс». Він отримав футболку під номером 9 і заявив, що хоче використати свій шанс в «Аяксі». «Я почуваюся тут як вдома. Минув деякий час з тих пір, як я носив футболку „Аякса“, і зараз я намагаюся скористатися своїм шансом».
Тим не менш у столичній команді бразилець отримав роль резервного нападника Себастьєна Алле. Під час зимової перерви «Аякс» також орендував Браяна Броббі з «РБ Лейпцига», що ще більше посилило конкуренцію для Даніло. В результаті так і не закріпившись в основі, 24 березня 2022 року Даніло оголосив, що покине «Аякс» в кінці сезону: «Це були п'ять фантастичних років, але настав час для нової глави. Це досить складно, тому що „Аякс“ — великий клуб, але я також повинен мати ігровий час».
Сезон 2021/22 Данило завершив разом з «Аяксом» як чемпіон країни. Крім того Даніло став найкращим бомбардиром Кубка Нідерландів з 6 голами в 3 іграх, втім його команда поступилась у фіналі ПСВ. Данило не грав проти ПСВ у фіналі, як і в півфіналі проти АЗ. Усі свої шість голів він забив за дві гри перед зимовою перервою проти аматорських клубів «Барендрехт» (4:0) і «Ексельсіор Маслейс» (9:0), відзначившись двічі та чотири рази відповідно. У чвертьфіналі проти «Вітессе» (5:0) бразильський нападник виходив на заміну на дванадцять хвилин, але не забив.

### «Феєнорд»
19 травня 2022 року Даніло на правах вільного трансферу перейшов у «Феєнорд». У Роттердамі він підписав контракт до 30 червня 2026 року. Під час свого дебюту 7 серпня 2022 року проти «Вітессе» він забив два голи і допоміг новому клубу здобути перемогу з рахунком 5:2.

## Міжнародна кар'єра
14 листопада 2020 року Даніло дебютував у збірній Бразилії до 23 років у товариському матчі проти Південної Кореї до 23 років (3:1). Той матч так і залишився єдиним для гравця за цю команду.

## Досягнення
- Чемпіон Нідерландів: 2021/22, 2022/23
- Володар Кубка шотландської ліги: 2023/24

### Індивідуальні
- Найкращий бомбардир Кубка Нідерландів: 2021/22 (6 голів)